# Västafrikansk genett
Västafrikansk genett (Genetta thierryi) är en däggdjursart som beskrevs av Paul Matschie 1902. Genetta thierryi ingår i släktet genetter och familjen viverrider. IUCN kategoriserar arten globalt som livskraftig. Inga underarter finns listade.
Artpitetet i det vetenskapliga namnet hedrar den tyska militärpersonen Gaston Thierry som var aktiv i Afrika och som skickade flera upphittade djur till Tyskland.
Denna genett förekommer i västra Afrika från Senegal och Gambia till Kamerun och angränsande områden av Centralafrikanska republiken. Habitatet utgörs främst av savanner och torra öppna skogar men arten hittas även i angränsande regnskogar.
Arten är en av de minsta i släktet. Pälsen har huvudsakligen en ljusbrun till gulbrun färg. På ovansidan finns flera bruna fläckar som bildar linjer. På strupen, bröstet och buken är pälsen ljusgrå till vitaktig. Förutom fläckarna finns ofta en mörkare strimma på ryggens topp. På kroppssidorna, överarmen och låren är fläckarnas fördelning oregelbunden och dessa fläckar är vanligen mörkare. Svansen har en mörkbrun grundfärg och oftast åtta ljusa ringar. Hos ungarna är pälsen allmänt mörkare. Populationer som lever i savanner har oftast blekare päls än populationer som vistas i skogar. Honor har två par spenar.
Västafrikansk genett jagar troligen samma byten som andra genetter. Ungarna föds i en självgrävd jordhåla eller i ett ihåligt träd. Ungdjur som var ungefär 8 till 10 månader gamla observerades under tidig november och därför antas att födelsen sker mellan januari och mars. Individerna är antagligen nattaktiva.
Till artens parasiter hör fästingar av släktet Haemaphysalis samt puppglanssteklar av släktet Lelaps.

## Bildgalleri

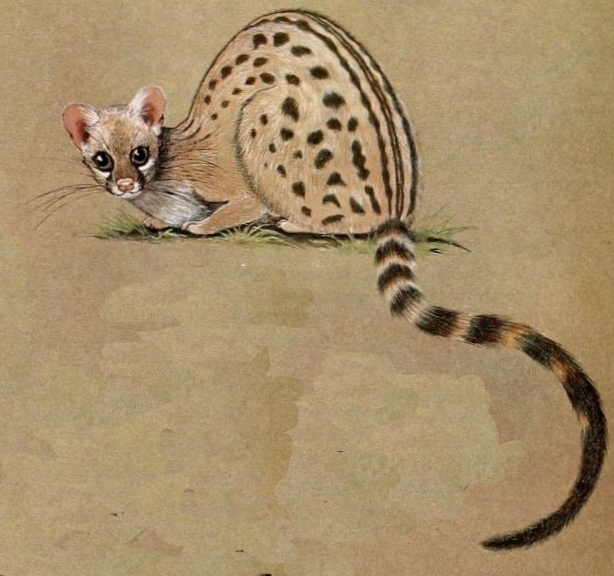
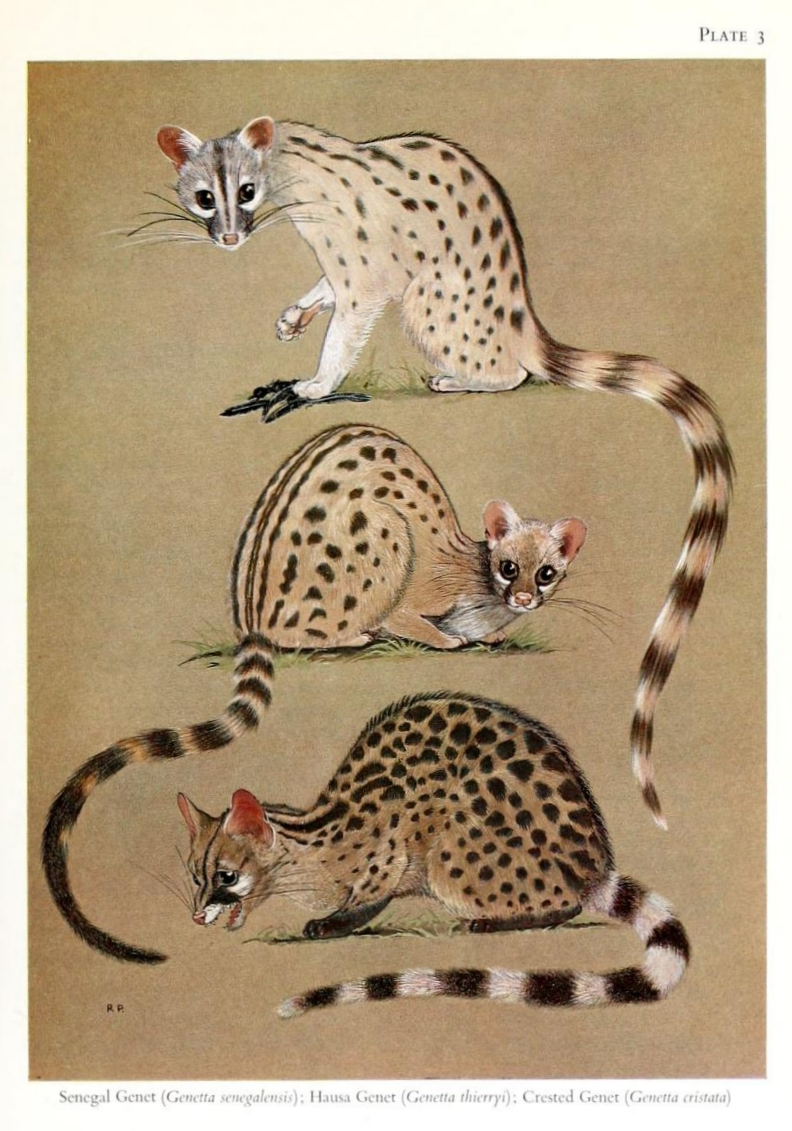